# Xanthandrus callidus
Xanthandrus callidus är en tvåvingeart som beskrevs av Charles Howard Curran 1928. Xanthandrus callidus ingår i släktet malblomflugor, och familjen blomflugor. Inga underarter finns listade i Catalogue of Life.